# Democracia de género

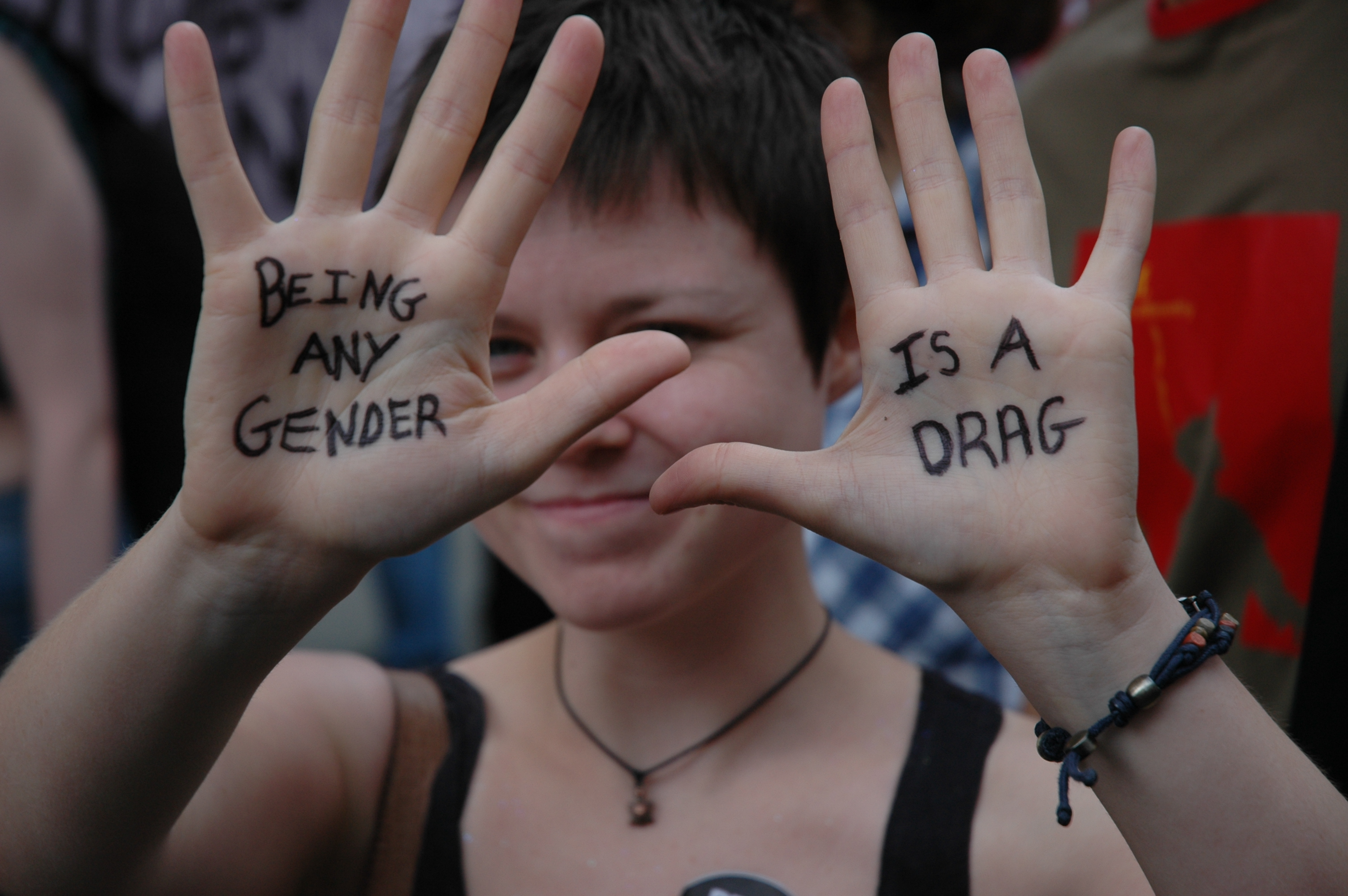
Orgullo Mundial, Londres 2012

La democracia de género es una idea normativa relacionada con la integración del género. Su objetivo es lograr condiciones democráticas entre hombres y mujeres dentro de la sociedad en su conjunto, y específicamente, dentro de las empresas, burocracias y otras organizaciones. Entre otras cosas, esto se realiza por medio de capacitaciones de género que aumenten la comprensión de las desigualdades existentes, y el desarrollo de métodos para democratizar las relaciones entre los géneros. 
El término democracia de género fue acuñado por primera vez por el alemán y  sociólogo Halina Bedkowski.

## Historia del término

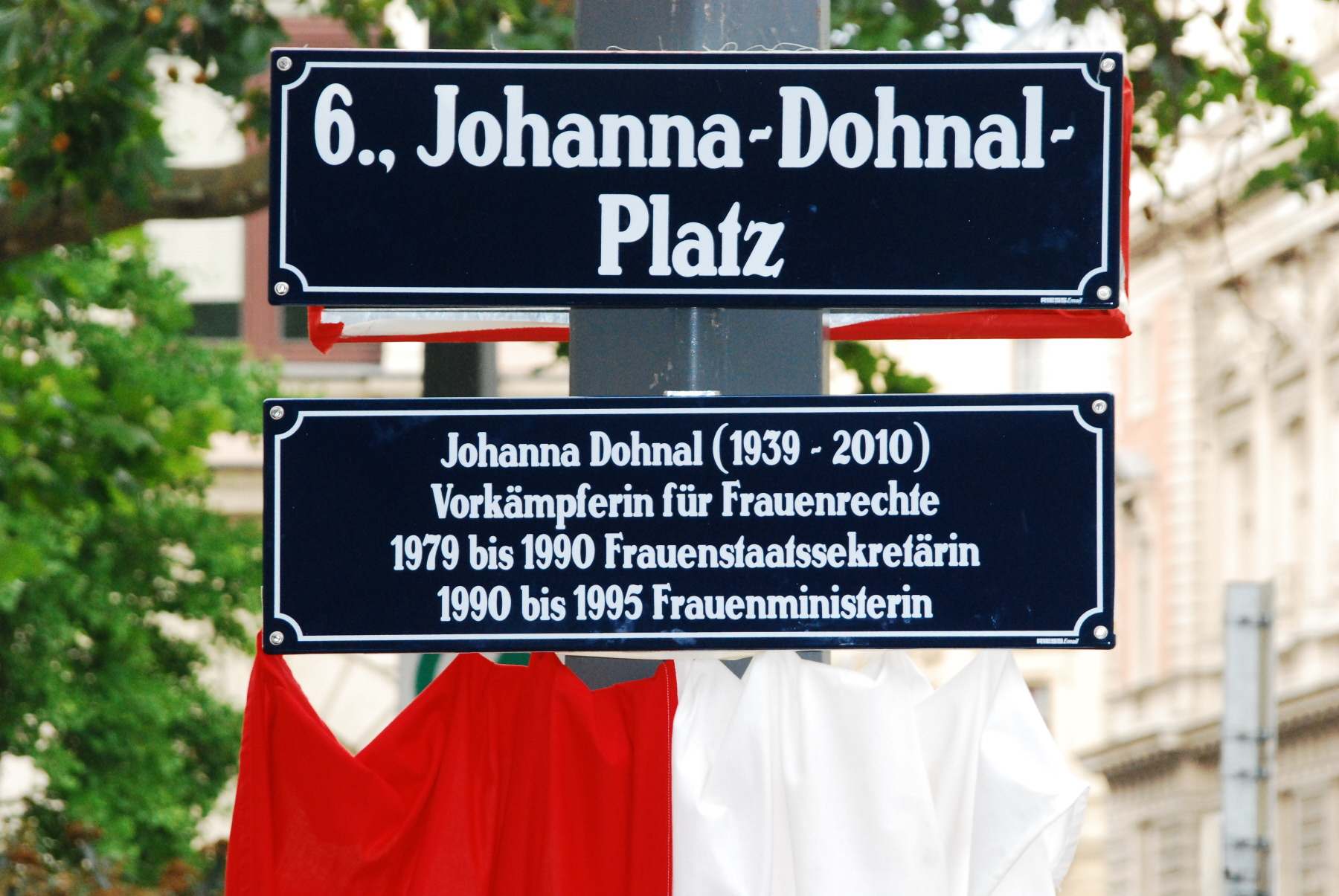
Símbolo en la calle indicando Vienna's Johanna-Dohnal-Platz. En 1993, el término, "Geschlechterdemokratie" (democracia de género) apareció en el título de una publicación editada por Johanna Dohnal

De acuerdo con Halina Bendkowski, se desarrolló el término y concepto de democracia de género en la década de 1990 durante un "viaje de investigación a los EE.UU., organizado por el ministro de Austria para la Mujer, Johanna Dohal , con el objetivo de identificar proyectos innovadores contra la violencia doméstica". Posteriormente, en 1993, el término apareció en el título de una publicación editada por el Ministerio Federal de Educación y Asuntos de la Mujer ,"Test the West: Geschlechterdemokratie und Gewalt" (Prueba de Occidente: la democracia y la violencia de género).
Los pioneros de la democracia de género se negaron a proporcionar una definición fija y estática del término. Bedkowski declaró: "Tan pronto como un término se ha definido en un diccionario y reciclados por otros teóricos, se habrá perdido la mayor parte de su vitalidad Es cierto, los términos están vivos - y esto es especialmente cierto para los términos que se han desarrollado en el curso de los conflictos políticos reales "Gunda Werner, quien en 1999 describió los principios básicos de la democracia de género para la Fundación Heinrich Böll , explicó:" la democracia de género no tiene preceptos teóricos o prácticos confeccionadas, es un movimiento exploratorio en busca de nuevas perspectivas y modelos ". A pesar de esto, algunos de los fundamentos de la democracia de género pueden ser definidos:
- La democracia de género es un precepto normativo, es decir,  postulado de moral y ética absoluta .
- La democracia de género propone que los principios de la democracia no deben limitarse a la esfera de la política,  al lugar de trabajo o vida personal.[7]

## Objetivos y métodos
La democracia de género tiene como objetivo lograr la participación equitativa de mujeres y hombres en la política, el mundo empresarial, y en todos los sectores de la sociedad; mediante la reforma para la abolición de las estructuras antidemocráticas y todas las formas de energía que se basan en la opresión y la violencia. Este enfoque se basa en una definición amplia de la democracia -una que exige igualdad de derechos y oportunidades para las personas en toda su diversidad-. Ya que hay un gran número de identidades de género , la democracia de género rechaza la dicotomía macho/hembra, para dar lugar a que cada ser humano - mujer, hombre, o de otra manera - debe tener el derecho y la capacidad de auto-determinar su estilo de vida, el tipo de relaciones en formas que van más allá de las nociones estereotipadas y cualquier tipo de esencialismo sobre los hombres y las mujeres.
La democracia de género investiga y cuestiona las estructuras y contenidos de los sistemas democráticos que fueron desarrolladas por los hombres con el fin de transformarlos en formas que establecen la igualdad de género. Una herramienta clave para la implementación de la democracia de género son los llamados "traings de género" que apuntan a cuestionar los roles tradicionales de género, analizar el marco social, y desarrollar métodos que proporcionan una mayor igualdad de género dentro de las organizaciones.

## La democracia de género dentro de las organizaciones
Los siguientes son algunos ejemplos de organizaciones que han hecho parte de la democracia de género de sus estructuras institucionales:
- Los estatutos de la Fundación Heinrich Böll, definen la democracia de género como un "trabajo conjunto"[9]
- El sindicato alemán, ver.di, ha definido la "realización de la democracia de género" como uno de sus objetivos.[10]
- Los estatutos del partido político alemán, La Izquierda, contiene un párrafo titulado "Democracia de género".[11]

## Literatura

### Inglés
- Cynthia Cockburn: Strategies for Gender Democracy. Strengthening the Representation of Trade Union Women in the European Social Dialogue, PDF, The European Journal of Women’s Studies, vol. 3, 1996
- Yvonne Galligan (ed.): Deliberative Processes and Gender Democracy. Case Studies from Europe, PDF, February 2012, ARENA Report Series ISSN 1504-8152 / RECON Report Series ISSN 1504-7261
- Yvonne Galligan and Sara Clavero: Assessing Gender Democracy in the European Union. A Methodological Framework. RECON Online Working Paper 2008/16, PDF, September 2008, ISSN 1504-6907
- Utta Isop: Gender Grassroots Democracy. Five Demands for a Queer Politics, PDF

### Alemán
- Johanna Dohnal (ed.): Test the West: Geschlechterdemokratie und Gewalt (vol. 1 of "Gewalt gegen Frauen, Frauen gegen Gewalt"), Bundesministerin für Frauenangelegenheiten, Vienna 1993, ISBN 978-3-901-19209-8
- Heinrich-Böll-Stiftung (ed.): Geschlechterdemokratie wagen!, Königstein/Taunus, 2002.
- Heinrich-Böll-Stiftung: Schriften zur Geschlechterdemokratie (14 volumes)
- Walter Hollstein: Geschlechterdemokratie. Männer und Frauen: Besser miteinander leben. Wiesbaden 2004, ISBN 978-3-8100-3978-1
- Annette Jünemann: Geschlechterdemokratie für die Arabische Welt. Die EU-Förderpolitik zwischen Staatsfeminismus und Islamismus, Wiesbaden 2014, ISBN 978-3-658-04941-6
- Helga Lukoschat: Das Konzept der Geschlechterdemokratie und seine Umsetzung in Organisationen, in: Gleichstellungsstelle der Landeshauptstadt Stuttgart (ed.): Chancen und Risiken der Verwaltungsreform für Frauen, Stuttgart 1998, p. 6–13.
- Ministerium für Arbeit, Frauen, Gesundheit und Soziales: Gender Mainstreaming in Sachsen-Anhalt, Magdeburg 2001
- Birgit Sauer: Staat, Demokratie und Geschlecht – aktuelle Debatten. PDF, gender…politik…»online«, 2003.